# Embrun
Embrun – miejscowość i gmina we Francji, w regionie Prowansja-Alpy-Lazurowe Wybrzeże, w departamencie Alpy Wysokie.

## Demografia
Według danych na rok 1990 gminę zamieszkiwały 5793 osoby, a gęstość zaludnienia wynosiła 159 osób/km². W styczniu 2015 r. Embrun zamieszkiwało 6516 osób, przy gęstości zaludnienia wynoszącej 179,1 osób/km².